# Lijst van rijksmonumenten in Aarlanderveen
Onderstaande tabel geeft een overzicht van de rijksmonumenten in de plaats Aarlanderveen.
| Object | Oorspronkelijke functie?  | Bouwjaar                                              | Architect   | Locatie                | Coördinaten?                 | Nr.?   | Afbeelding |
| --- | ------------------------- | ----------------------------------------------------- | ----------- | ---------------------- | ---------------------------- | ------ | --- |
| Begraafplaats: smeedijzeren hek | Begraafplaats en -onderdl | 1875                                                  |             | Zuideinde tegenover 22 | 52° 8' 4" NB, 4° 44' 12" OL  | 516119 | Meer afbeeldingen |
| Begraafplaats: baarhuisje aan de noordzijde | Begraafplaats en -onderdl | ca. 1870                                              |             | Zuideinde tegenover 22 | 52° 8' 4" NB, 4° 44' 12" OL  | 516120 | Meer afbeeldingen |
| Begraafplaats: baarhuisje aan de zuidzijde | Begraafplaats en -onderdl | ca. 1870                                              |             | Zuideinde tegenover 22 | 52° 8' 4" NB, 4° 44' 12" OL  | 516121 | Meer afbeeldingen |
| Dubbele molenaarswoning met Neo-Renaissancistische elementen | Bedrijfs-,fabriekswoning  | 1910                                                  |             | Noordeinde 92          | 52° 8' 38" NB, 4° 43' 37" OL | 516140 | Dubbele molenaarswoning met Neo-Renaissancistische elementen                                                          |
| Begraafplaats | Begraafplaats en -onderdl | 1875                                                  |             | Zuideinde tegenover 22 | 52° 8' 4" NB, 4° 44' 12" OL  | 521435 | Meer afbeeldingen |
| Herenhuis met houten middenpartij, waarin een dubbele deur met omlijsting en consoles, hardstenen plint en geprofileerde vensteromlijstingen. Vensters met zes- en vierruitsschuiframen | Woonhuis                  | eerste helft 19e eeuw                                 |             | Dorpsstraat 36         | 52° 8' 26" NB, 4° 43' 41" OL | 7514   | Meer afbeeldingen |
| Hervormde Kerk | Kerk en kerkonderdeel     | 1905                                                  | A. v.d. Lee | Dorpsstraat 38         | 52° 8' 26" NB, 4° 43' 43" OL | 7515   | Meer afbeeldingen |
| Het Oude Rechthuis: gepleisterd pand met puntgevel, waarin vlechtingen en ontlastingsbogen. Zadeldak, met riet gedekt                                                                   | Gerechtsgebouw            | 17e eeuw                                              |             | Dorpsstraat 40         | 52° 8' 26" NB, 4° 43' 44" OL | 7516   | Het Oude Rechthuis: gepleisterd pand met puntgevel, waarin vlechtingen en ontlastingsbogen. Zadeldak, met riet gedekt |
| Pand onder verdieping, onder hoog pannen schilddak. Vensters met zesruitsschuiframen en houten kroonlijst                                                                               | Woonhuis                  | begin 19e eeuw                                        |             | Dorpsstraat 48         | 52° 8' 25" NB, 4° 43' 45" OL | 7517   | Pand onder verdieping, onder hoog pannen schilddak. Vensters met zesruitsschuiframen en houten kroonlijst             |
| Mooie boerderij, goed bewaard, met rieten wolfdak, opgewipt boven de linker zijkamer. Voorgevel met vlechtingen. Rechts onderkelderd. Zomerhuis onder zadeldak                          | Boerderij                 | 18e eeuw (boerderij) derde kwart 19e eeuw (zomerhuis) |             | Zuideinde 10           | 52° 8' 15" NB, 4° 43' 51" OL | 7518   | Meer afbeeldingen |
| Boerderij op T-vormige plattegrond. Het woongedeelte heeft een hoog, pannen schilddak, deur met omlijsting uit de bouwtijd en zesruitsschuiframen in de vensters                        | Boerderij                 | eerste helft 19e eeuw                                 |             | Zuideinde 12           | 52° 8' 14" NB, 4° 43' 53" OL | 7519   | Meer afbeeldingen |
| Boerderij "Denk en Werk" | Boerderij                 | eerste helft 19e eeuw                                 |             | Zuideinde 30           | 52° 7' 53" NB, 4° 44' 47" OL | 7520   | Meer afbeeldingen |
| Gepleisterde kleine boerderij, na restauratie ingericht als buitenhuis. Met riet gedekt wolfdak. Vensters met twintig- en negenruitsschuiframen                                         | Boerderij                 | begin 19e eeuw                                        |             | Zuideinde 69           | 52° 7' 54" NB, 4° 44' 50" OL | 7521   | Meer afbeeldingen |
| Aarlanderveen Molen No.1 | Industrie- en poldermolen | 1924                                                  |             | Achtermiddenweg 4      | 52° 7' 45" NB, 4° 43' 27" OL | 7531   | Meer afbeeldingen |
| Aarlanderveen Molen No.2 | Industrie- en poldermolen | 1869                                                  |             | Achtermiddenweg 2      | 52° 7' 37" NB, 4° 43' 19" OL | 7532   | Meer afbeeldingen |
| Aarlanderveen Molen No.4 | Industrie- en poldermolen | 1801                                                  |             | Kerkvaartsweg 61       | 52° 8' 7" NB, 4° 43' 16" OL  | 7533   | Meer afbeeldingen |
| De Morgenster | Industrie- en poldermolen | 1870                                                  |             | Noordeinde 96          | 52° 8' 37" NB, 4° 43' 36" OL | 7535   | Meer afbeeldingen |